# Communauté d'agglomération du Pays Basque
Pour les articles homonymes, voir Pays basque (locution).
La communauté d'agglomération du Pays Basque, abrégé en communauté Pays Basque ou CAPB (en basque : Euskal Hirigune Elkargoa, gascon : Comunautat d'Aglomeracion País Basco), est une communauté d'agglomération française située dans le département des Pyrénées-Atlantiques, en région Nouvelle-Aquitaine.
Elle est la cinquième communauté d'agglomération la plus peuplée de France et la première en superficie et en nombre de communes. Elle est également plus peuplée que 25 départements. Cet établissement public de coopération intercommunale (EPCI) est le deuxième au regard de la population de la région Nouvelle-Aquitaine, après Bordeaux Métropole, ainsi que le premier du département des Pyrénées-Atlantiques. Au vu de sa population, cette communauté d'agglomération remplit les critères permettant sa transformation éventuelle en communauté urbaine.

## Historique

### Antécédents
Dans La France et ses populations, Jean-Pierre Moulin explique que depuis la Révolution française, « administrativement, le Pays basque n'est rien : ni une région, ni un département, tout au plus une série de cantons relevant des Pyrénées-Atlantiques. Pour ses habitants, au contraire, il est tout, c'est-à-dire une nation ».
La création de cette communauté est donc à mettre en relation avec la vieille revendication d'une institution propre au Pays basque. Dans la nuit du 4 août 1789, pendant la révolution française, les coutumes et les fors des Basques sont abolis (États généraux du royaume de Basse-Navarre, le Biltzar du Labourd et les États généraux de Soule) cette revendication voit le jour au travers d'un projet des États généraux du royaume de Navarre pour le rétablissement de la chancellerie de Navarre dont le ressort serait étendu aux pays voisins du Labourd et de la Soule.
À la fin du XXe siècle, cette revendication se trouve réactivée entre autres par l'émergence d'un mouvement nationaliste basque structuré, l'adoption de cette revendication par le parti socialiste à la suite de la bidépartementalisation de la Corse en 1976 : 
- proposition de loi du 18 décembre 1980 portant création d'un département de Pays basque (groupe socialiste) ;
- proposition nº54 « un département du Pays basque sera créé » du candidat socialiste François Mitterrand en 1981 ;
- proposition de loi du 22 décembre 1998 tendant à créer une région Adour-Pyrénées (proposition de  Michel Inchauspé).

Entre 1992 et 1994, la démarche Pays basque 2010 a consisté à effectuer un diagnostic, à analyser les besoins du territoire et à définir 6 schémas de développement possibles. En 1994 est créé le Conseil de développement du Pays basque, puis en 1995 le Conseil des élus du Pays basque ; les deux structures fonctionnent ensuite en binôme de façon complémentaire,. En 1996 est élaboré un schéma de développement comprenant 94 projets. Le Pays basque est reconnu comme Pays en 1997 à la suite de la loi Pasqua. En décembre 2000 la convention spécifique Pays basque, valable pour la période 2001 - 2006, associant l'État, la région, le département, l'agglomération Côte Basque-Adour et le conseil des élus prend en compte 70 opérations. En février 2007 le bilan de la convention spécifique fait apparaître un taux de réalisation de 88 % des opérations prévues.
En juillet 2005, la démarche Pays basque 2020 remplace la démarche Pays basque 2010.
Le 1er janvier 2017, est créée la communauté d'agglomération du Pays Basque qui recouvre le même périmètre.
La création d'un département basque se faisant toujours attendre, le Pays basque va finir par s'unir officiellement au travers de l'intercommunalité et particulièrement grâce à la loi portant nouvelle organisation territoriale de la République (loi NOTRe) promulguée en 2015.

### Création
La loi NOTRe fixant notamment un seuil minimum de 15 000 habitants par EPCI, 5 communautés du Pays basque intérieur ne remplissant pas cette condition sont contraintes d'envisager une fusion. Face à cette nécessité émerge bientôt l'idée d'une fusion générale permettant la création d'une seule communauté pour l'ensemble du Pays basque. L'association Batera adhère à cette idée et fait campagne en sa faveur.
Un premier arrêté préfectoral du 14 mars 2016 porte sur le projet de périmètre de la communauté d’agglomération Pays Basque. Les 158 communes du Pays basque sont alors invitées à se positionner, dans un délai de 75 jours à compter de la notification de l'arrêté, sur ce projet inscrit dans le schéma départemental.
| 70,25 % | 29,75 % |
| Pour    | Contre  |

| 65,96 % | 34,04 % |
| Pour    | Contre  |

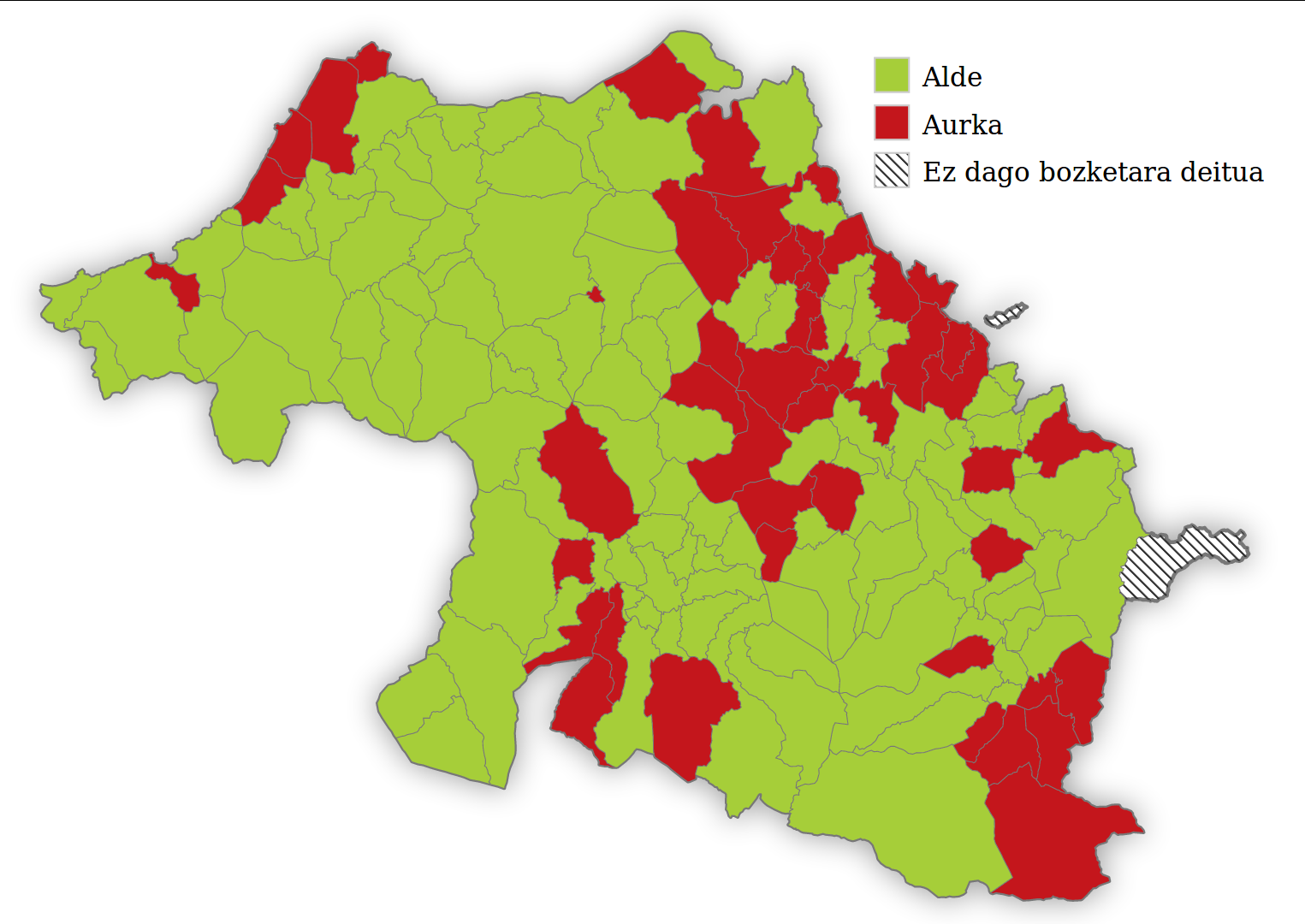
Vote selon les communes.

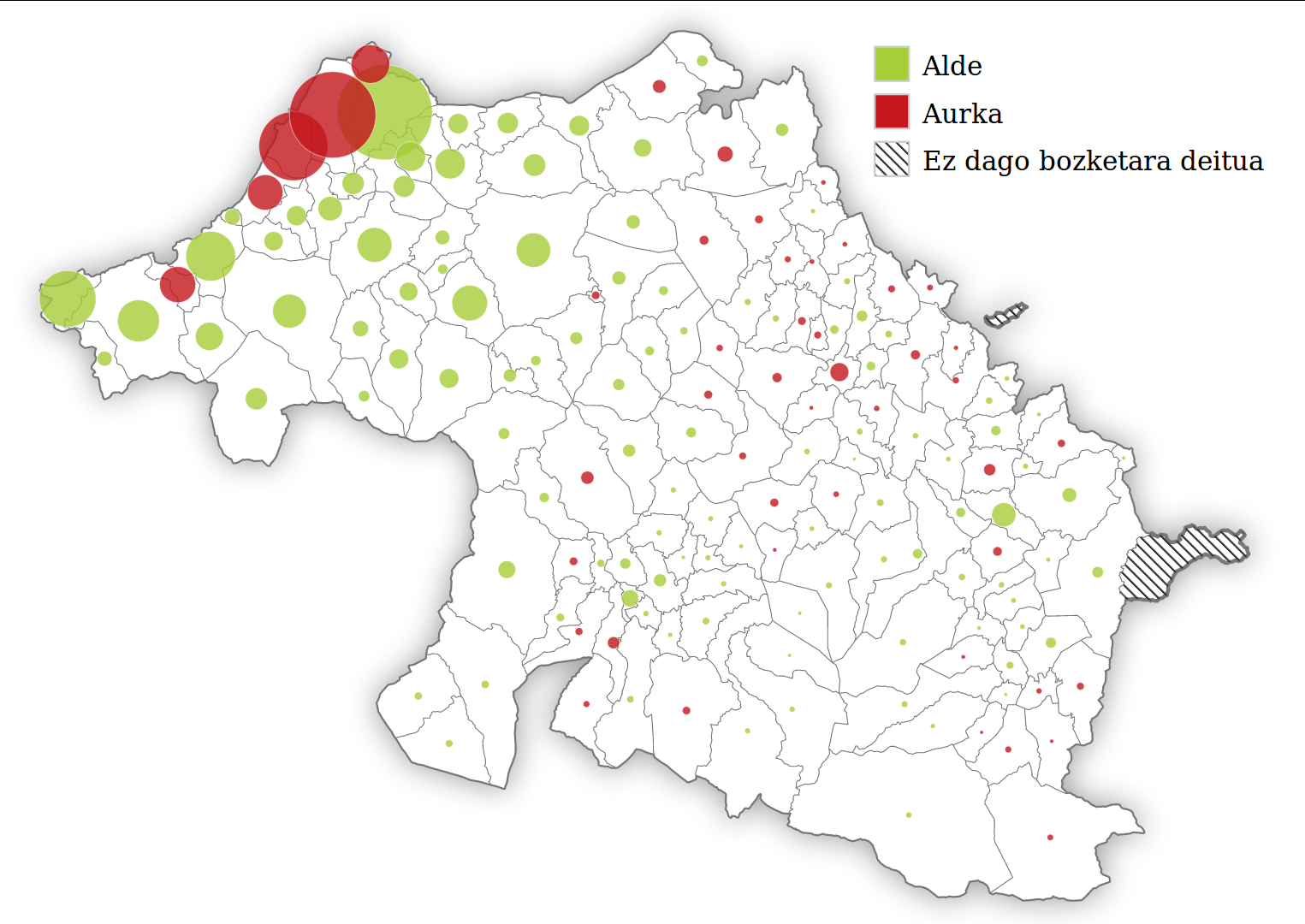
Vote en proportion de la population.

Ainsi, du 22 mars au 31 mai 2016, les conseils municipaux vont se prononcer. Le 22 mars 2016, Hendaye est la première commune à voter et à dire oui au projet. Les résultats sont sans appel et vont au-delà des critères exigés par la préfecture. Le 27 avril 2016, le vote favorable de la commune d'Aïcirits-Camou-Suhast permet d'atteindre la majorité au regard de la population. Le succès définitif du projet est acquis dès le 3 mai 2016 avec le 80e vote favorable du conseil municipal de Bardos.
| Votes  | Communes        | Population (équivalence) |
| ------ | --------------- | ------------------------ |
| Pour   | 111 (= 70,25 %) | 197 014 hab. (= 65,96 %) |
| Contre | 47 (= 29,75 %)  | 101 650 hab. (= 34,04 %) |
| Total  | 158 (= 100 %)   | 298 664 hab. (= 100 %)   |

Par un nouvel arrêté préfectoral du 13 juillet 2016, la communauté est alors créée à la date du 1er janvier 2017. Outre les compétences des intercommunalités qu'elle remplace, la communauté d'agglomération remplace également le syndicat mixte Bizi Garbia, dissous par arrêté préfectoral du 21 décembre 2016, avec effet au 26 décembre 2016.

## Territoire communautaire

### Géographie

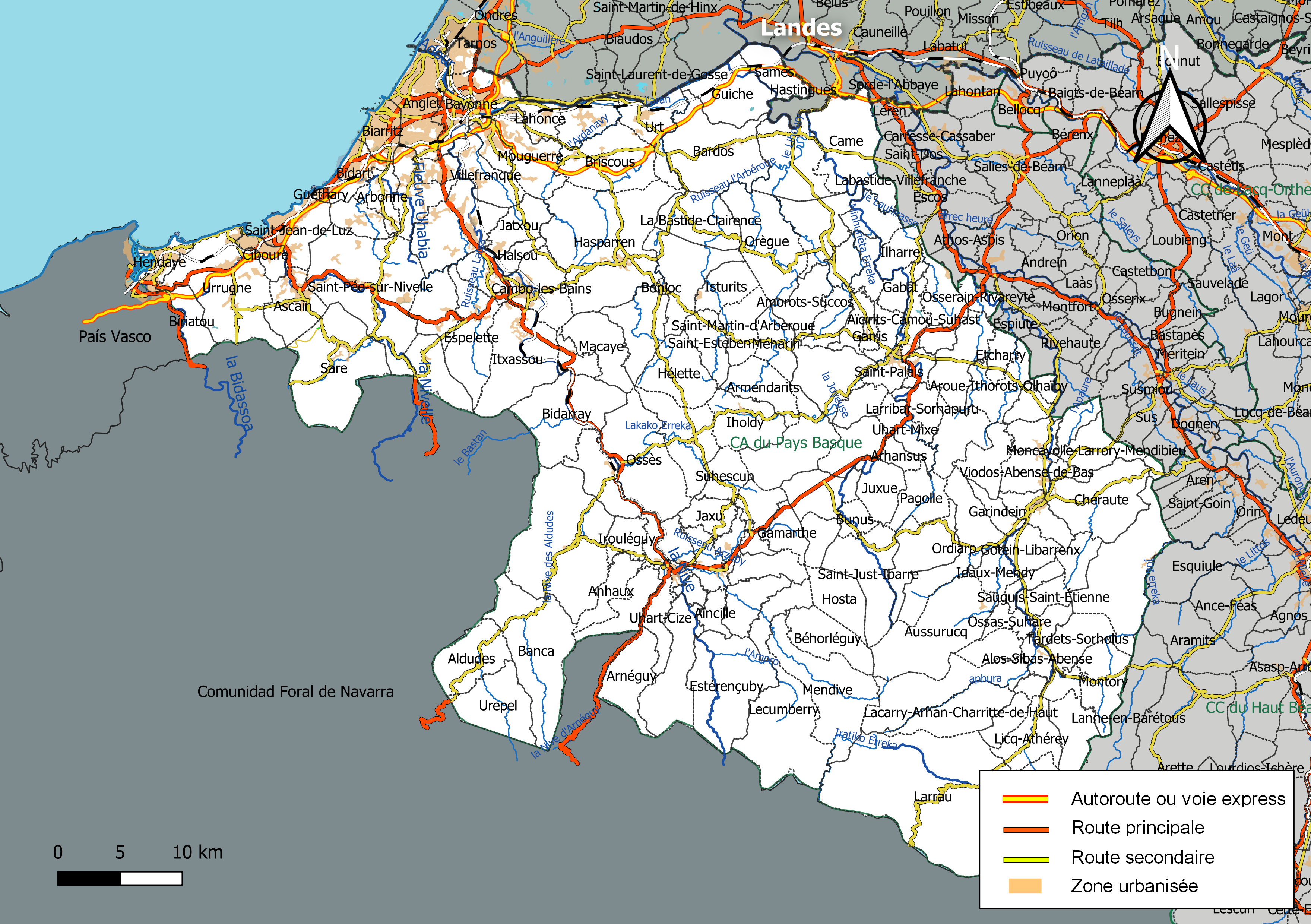
Carte de la communauté d'agglomération du Pays Basque au 1er janvier 2019.

La communauté d'agglomération recouvre l'ensemble du Pays basque français à l'exception de la commune navarraise exclavée d'Escos et de deux communes souletines, l'une, Gestas, exclavée et l'autre, Esquiule, bascophone, béarnaise et autrefois annexe de Barcus,, mais intègre la commune béarnaise de Lichos qui était autrefois une annexe de Charritte-de-Bas. Gestas a adhéré à la CC de Sauveterre-de-Béarn le 1er janvier 2005, Escos à la CC du Béarn des Gaves, Esquiule à la CC du Piémont Oloronais le 4 novembre 2002 et Lichos à la CC de Soule le 1er janvier 2012. Elle comprend 158 communes pour une superficie de 2 968 km2 et regroupe les dix intercommunalités préexistantes suivantes :
- l'agglomération Côte Basque-Adour (5 communes) ;
- l'agglomération Sud Pays Basque (12 communes) ;
- la communauté de communes Errobi (11 communes) ;
- la communauté de communes d'Amikuze (27 communes) ;
- la communauté de communes du pays de Bidache (7 communes) ;
- la communauté de communes de Garazi-Baigorri (30 communes) ;
- la communauté de communes du pays d'Hasparren (11 communes) ;
- la communauté de communes d'Iholdi-Ostibarre (13 communes) ;
- la communauté de communes Nive-Adour (6 communes) ;
- la communauté de communes de Soule-Xiberoa (36 communes).

### Conséquences

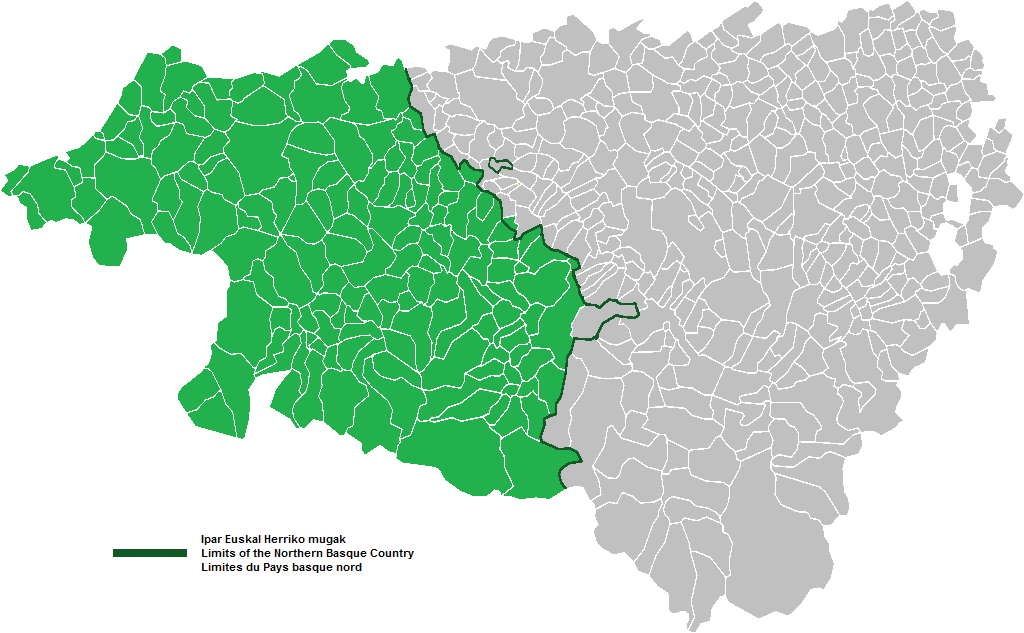
La communauté d'agglomération du Pays Basque avec les limites du Pays basque français.

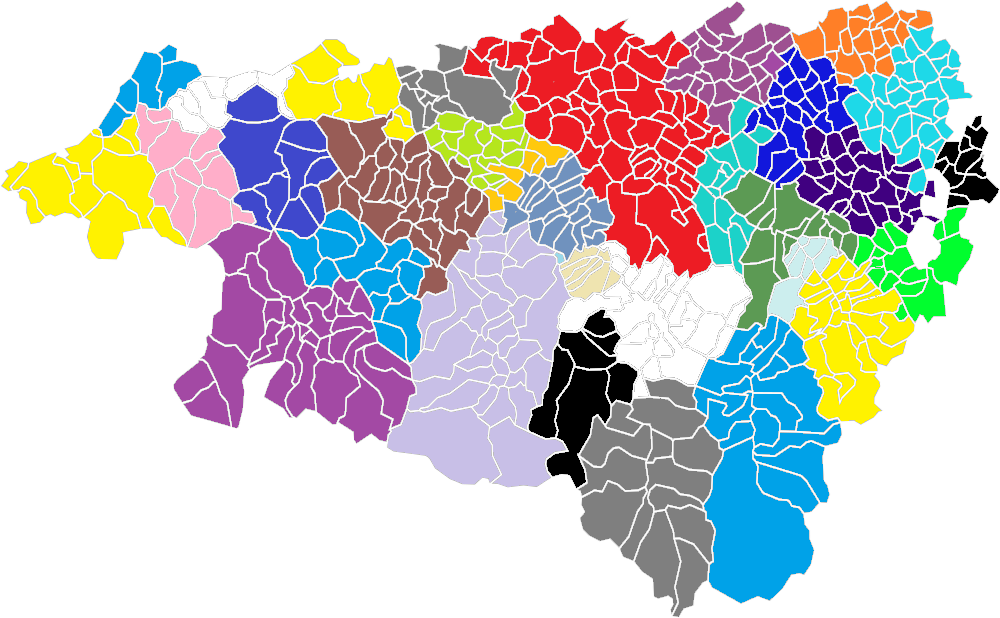
Pyrénées-Atlantiques : intercommunalités avant 2017.

Pyrénées-Atlantiques : intercommunalités depuis 2018.

La taille de la communauté provoque quelques incohérences administratives. Les 158 communes sont en effet réparties entre l'arrondissement de Bayonne (122 communes) et celui d'Oloron-Sainte-Marie (36 communes),. La même structure dépend donc à la fois de deux sous-préfets et du préfet.
Ces 158 communes correspondent aussi au territoire de 12 cantons (tous « basques ») et de 3 circonscriptions législatives: la 4e en partie car « basco-béarnaise », et les 5e et 6e, « basques »).
La constitution de la communauté basque à aussi pour effet d'entraîner, dès 2018, la création d'un pôle métropolitain « Pays de Béarn » dont la territorialité est complétée en 2020, ceci achevant le processus de séparation des Basques et Béarnais au sein du département des Pyrénées-Atlantiques.
L'unité urbaine de Bayonne (27 communes dont 3 dans les Landes) ainsi que l'aire urbaine de Bayonne (42 communes dont 10 dans les Landes) se retrouvent également largement dépassées par les dimensions de la Communauté du Pays Basque.
Enfin, la communauté affecte l'Eurocité basque Bayonne - San Sebastián, en tant qu'héritière de l'agglomération Côte Basque-Adour, fondatrice de cette institution. Stratégiquement située dans l'eurorégion, elle confine avec la communauté forale de Navarre et la communauté autonome du Pays basque.

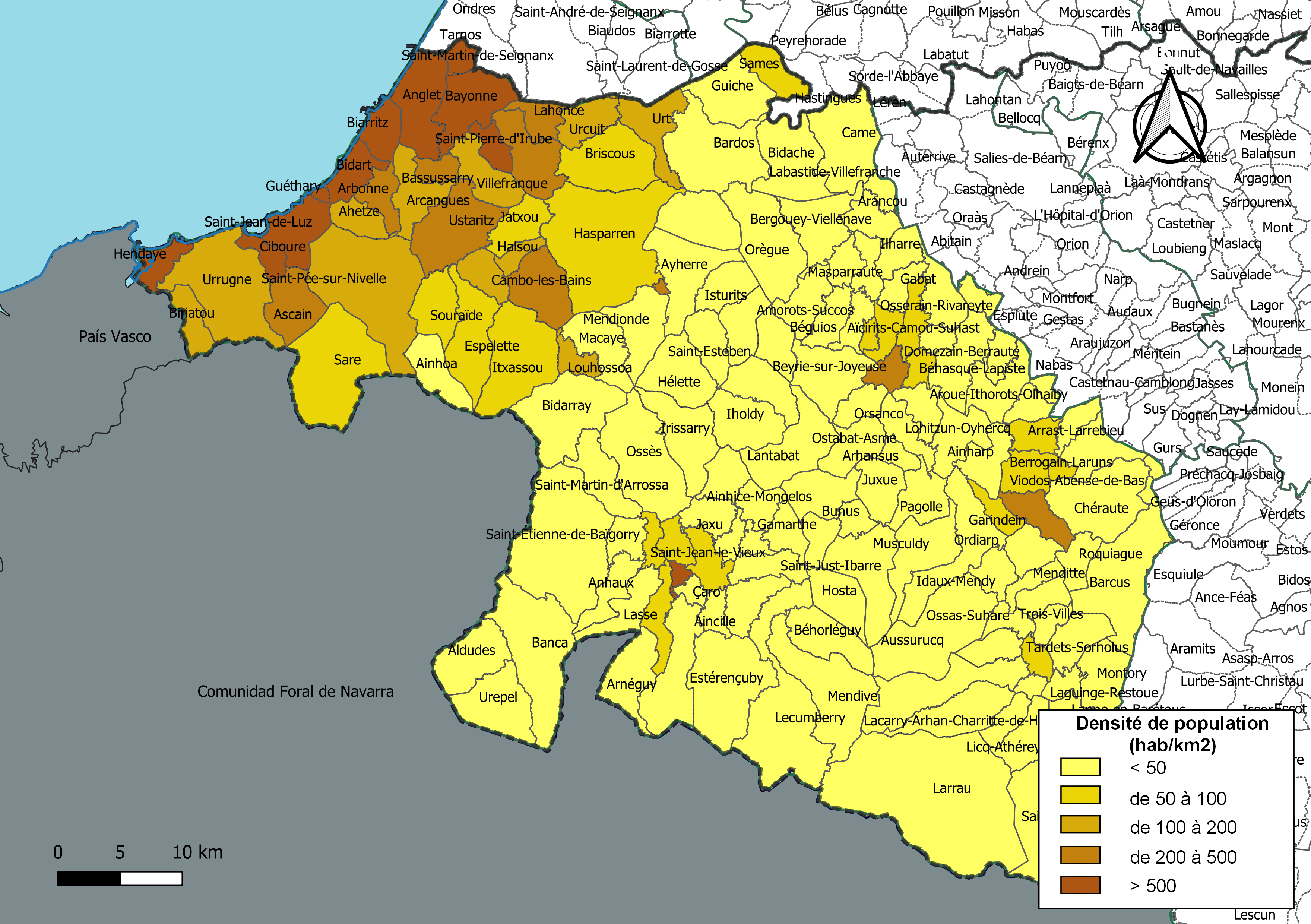
Carte des densités de population (millésimée 2016) des communes de la communauté d'agglomération du Pays Basque. Composition en communes au 1er janvier 2019.

| Le graphique qui aurait dû être présenté ici ne peut pas être affiché car il utilise l'ancienne extension Graph, désactivée pour des questions de sécurité. Des indications pour créer un nouveau graphique avec la nouvelle extension Chart sont disponibles ici . | Le graphique qui aurait dû être présenté ici ne peut pas être affiché car il utilise l'ancienne extension Graph, désactivée pour des questions de sécurité. Des indications pour créer un nouveau graphique avec la nouvelle extension Chart sont disponibles ici . |
| --- | --- |

### Démographie
| 1968    | 1975    | 1982    | 1990    | 1999    | 2006    | 2011    | 2016    | 2022    |
| ------- | ------- | ------- | ------- | ------- | ------- | ------- | ------- | ------- |
| 218 085 | 227 855 | 236 541 | 249 725 | 262 370 | 279 563 | 291 765 | 306 306 | 325 721 |

## Administration

### Siège
Le siège de la communauté d'agglomération du Pays Basque est situé au 15, avenue Foch, à Bayonne (64100), siège avant la fusion de l'agglomération Côte Basque-Adour.
Les premières réunions du conseil communautaire (composé de 233 membres) ont été célébrées dans l'"amphi 400" du campus de la Nive à Bayonne.

### Conseil exécutif
Le conseil exécutif de la communauté d'agglomération du Pays Basque est composé de trente-cinq membres : un président, quinze vice-présidents, neuf conseillers délégués thématiques et dix conseillers délégués territoriaux.

#### Président
Le président de la communauté d'agglomération du Pays Basque est élu par le conseil communautaire.
Depuis la création de la communauté d'agglomération, un seul président a été élu :
| Nom | Nom                  | Nom                  | Dates du mandat                         | Dates du mandat | Qualité          | Parti |
| --- | -------------------- | -------------------- | --------------------------------------- | --------------- | ---------------- | ----- |
| 1   | Jean-René Etchegaray | Jean-René Etchegaray | 23 janvier 2017 17 juillet 2020 (réélu) | En cours        | Maire de Bayonne | RE,   |

#### Vice-présidents
Les quinze vice-présidents sont élus par le conseil communautaire.

#### Conseillers délégués
Les neuf conseillers délégués complétant le conseil exécutif sont choisis par le président parmi les membres du conseil permanent.

### Conseil permanent
Le Conseil permanent est composé de 53 membres, élus lors du conseil communautaire du 17 juillet 2020. Parmi eux 9 sont désignés comme conseillers délégués du conseil exécutif (liste par ordre d'importance des communes):

### Conseil communautaire
Le conseil communautaire de la communauté d'agglomération du Pays Basque est composé de 232 sièges municipaux :
Ils sont répartis comme suit :
| Nombre de conseillers | Communes                                                          |
| --------------------- | ----------------------------------------------------------------- |
| 22                    | Bayonne                                                           |
| 17                    | Anglet                                                            |
| 11                    | Biarritz                                                          |
| 7                     | Hendaye                                                           |
| 6                     | Saint-Jean-de-Luz                                                 |
| 4                     | Urrugne                                                           |
| 3                     | Boucau, Hasparren, Saint-Pée-sur-Nivelle, Ustaritz                |
| 2                     | Bidart, Cambo-les-Bains, Ciboure, Mouguerre, Saint-Pierre-d'Irube |
| 1 (+1 suppléant)      | les 143 autres communes                                           |

### Direction générale des services

#### Directeur général des services
Le directeur général des services (DGS) est le plus haut fonctionnaire au sein de l'agglomération. Il a la charge d'environ 1 150 agents. La communauté d'agglomération du Pays Basque compte un seul directeur général des services depuis sa création. À sa création en 2017, Xavier Aspord, DGS sortant de l'agglomération Sud Pays Basque a occupé le poste de DGS. Lui ont succédé Jean-Marie Martino (2018-2019) puis Damien Duhamel (2019-2020). Depuis le 1er janvier 2021, le poste est occupé par Rémi BOCHARD, ancien élève de l'ENA (promotion George Orwell), auparavant sous-préfet en Guyane.

#### Directeurs généraux adjoints
Sept directeurs généraux adjoints sont nommés par le président de la Communauté d'agglomération du Pays Basque le 13 mars 2017:

#### Autres directions
Un directeur de cabinet et un directeur de la communication sont nommés par le président de la Communauté d'agglomération du Pays Basque le 13 mars 2017.

### Compétences
L'agglo a hérité des anciennes compétences de syndicat mixte et des anciennes communautés de communes et d'agglomérations, parmi lesquels :
- distribution de l'eau potable ;
- collecte et traitement des eaux usées ;
- collecte des déchets ménagers (plusieurs syndicats mixtes ont été dissous et intégrés à l'agglomération au 1er janvier 2017, notamment le syndicat mixte Bizi Garbia et le SIED Côte Basque Sud, la collecte des déchets revenant à la nouvelle agglomération, le traitement étant affecté au syndicat unique Bil ta Garbi) ;
- transports en commun (réseau Txik Txak) ;
- transports scolaire.
- gestion d’équipements bâtis intercommunaux abritant des activités éducatives, culturelles et de loisirs, et notamment les Centres Culturels et de Loisirs Educatifs de Cambo-les-Bains et d’Itxassou, et le Centre Louis Dassance à Ustaritz hérités de la communauté de communes Errobi.

### Régime fiscal et budget
Le régime fiscal de la communauté d'agglomération est la fiscalité professionnelle unique (FPU).

## Projets et réalisations

### Officialisation des langues basque et gasconne
Les élus de la communauté d’agglomération Pays Basque (CAPB) ont voté la reconnaissance officielle des langues basque et gasconne,, au côté de la langue française, sur tout le territoire de la communauté CAPB. « Cette offre plurilingue pourra être utilisée par les services à la population et la communication de la collectivité. ». Le but affiché est la co-oficialité du basque et du gascon sur le territoire de la CAPB.
La définition du caractère officiel d'une langue ne relevant pas de la compétence d'une communauté d'agglomération, mais de l'État, ce vote n'a aucune valeur juridique. La seule langue officielle en France reste donc le français.

## Identité visuelle

Logotypes
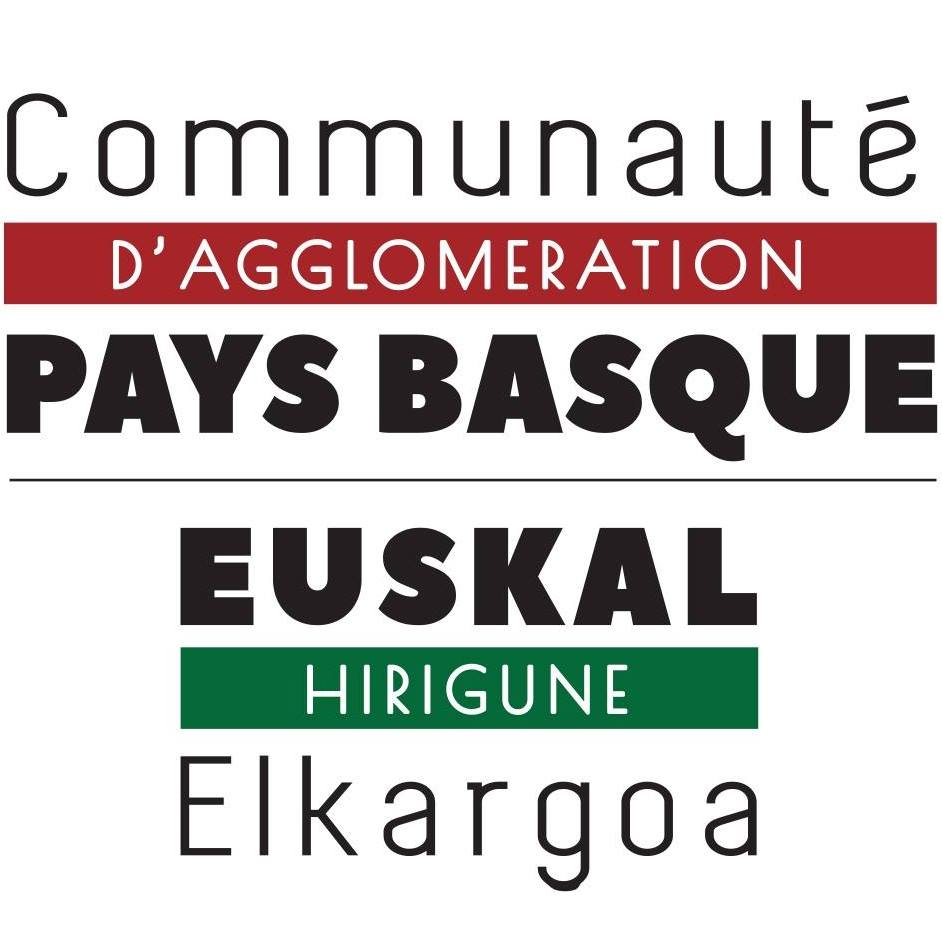
Logotype de la communauté de 2017 à novembre 2021
Logotype depuis novembre 2021[34]